# Como (Illinois)
Como – jednostka osadnicza w Stanach Zjednoczonych, w stanie Illinois, w hrabstwie Whiteside.